# Wiktor Jassem
Wiktor Jassem (ur. 11 czerwca 1922 w Krakowie, zm. 7 stycznia 2016) – polski fonetyk, filolog, językoznawca, profesor nauk technicznych, członek honorowy Polskiego Towarzystwa Fonetycznego. Specjalizował się w fonetyce akustycznej, prowadząc badania dotyczące wytwarzania dźwięków i procesu rozumienia mowy. Zajmował się także cyfrową syntezą, przetwarzaniem i analizą mowy.

## Życiorys
W czasie drugiej wojny światowej uczestniczył w tajnym nauczaniu – jako student, studiując język angielski i niemiecki, a także jako nauczyciel języka angielskiego.
Karierę akademicką rozpoczął na Uniwersytecie Wrocławskim w drugiej połowie lat 40., gdzie wykładał fonetykę angielską. W 1952 przeniósł się na Uniwersytet im. Adama Mickiewicza w Poznaniu. W latach 1955–1992 był pracownikiem Instytutu Podstawowych Problemów Techniki Wydziału Nauk Technicznych PAN, gdzie m.in. utworzył Samodzielną Pracownię Fonetyki Akustycznej, której był wieloletnim kierownikiem. 
Na Wydziale Filologii UAM pracował do roku 1968, pełniąc w latach 1966–1968 funkcję kierownika Zakładu Fonetyki. W marcu 1968 został zawieszony przez komitet zakładowy PZPR, a następnie zwolniony z UAM. Bezpośrednią przyczyną była odmowa odczytania studentom odezwy PZPR, skierowanej przeciwko „syjonistom”. Mimo antysemickiej nagonki i rodzinnych żydowskich korzeni nie opuścił Polski.
Pracował następnie w Instytucie Podstawowych Problemów Techniki Wydziału Nauk Technicznych Polskiej Akademii Nauk w Poznaniu. W 1976 ponownie wstąpił do PZPR. W 1978 uzyskał tytuł profesora nauk technicznych.
Był autorem ponad 200 publikacji, głównie z zakresu fonetyki akustycznej i fonologii języka polskiego i angielskiego. Jego prace zamieszczane były w międzynarodowych czasopismach językoznawczych (w szczególności Journal of the International Phonetic Association). Autor podręczników do nauki wymowy angielskiej (Podręcznik wymowy angielskiej z 1962, Exercises in English Pronunciation z 1995). Redaktor naukowy Wielkiego słownika polsko-angielskiego (1982) Jana Stanisławskiego. Przez ponad 50 lat zasiadał w Stałej Radzie Międzynarodowego Towarzystwa Fonetycznego.
Został pochowany 16 stycznia 2016 na Cmentarzu Junikowo w Poznaniu (pole 2-2-3-9). 

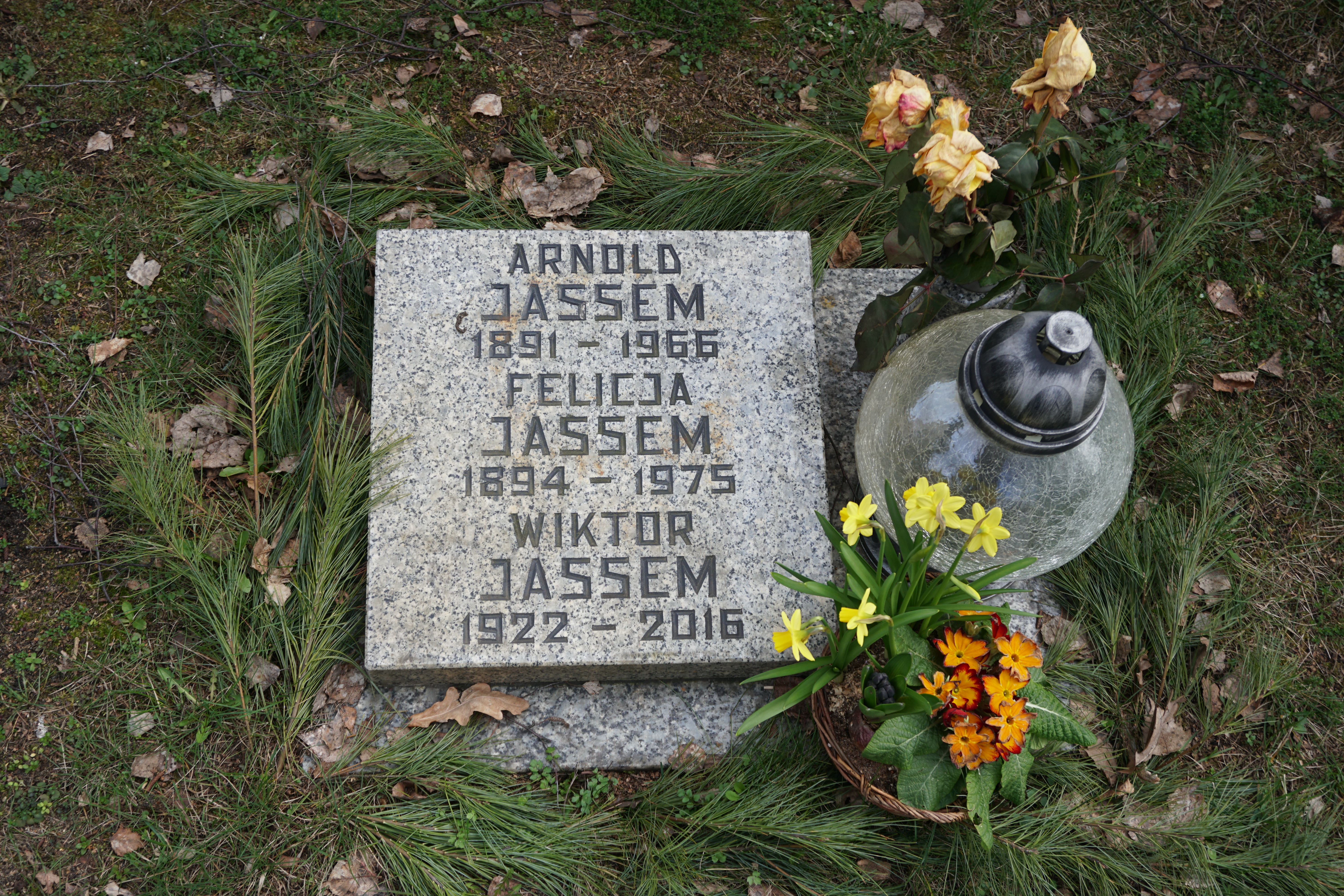
Grób prof. Wiktora Jassema na Cmentarzu Junikowskim

## Życie prywatne
Jego synem jest Krzysztof Jassem, a wnukami Piotr Jassem i Paweł Jassem (wszyscy są brydżystami sportowymi).

## Wybrane publikacje
- Intonation of Colloquial English, Travaux de la Société des Sciences et des Lettres de Wroclaw, 1951
- Fonetyka języka angielskiego, Warszawa : Państwowe Wydawnictwo Naukowe, 1954
- Podręcznik wymowy angielskiej, Warszawa : Państwowe Wydawnictwo Naukowe, 1962
- The Phonology of Modern English, Warszawa : Państwowe Wydawnictwo Naukowe, 1983, 1987
- Exercises in English Pronunciation, Warszawa : Państwowe Wydawnictwo Naukowe, 1995